# جف اسپیکمن
جف اسپیکمن (به انگلیسی: Jeff Speakman) (متولد ۸ نوامبر ۱۹۵۸) رزمی کار و بازیگر آمریکایی در هنر کنپو آمریکایی و ژاپنی گویوریو که صاحب کمربند سیاه در رشته ورزشی خود می‌باشد.

## گزیده آثار بازیگری
- سلاح بی‌نقص (۱۹۹۱)
- شوالیه خیابان‌ها (۱۹۹۳)
- متخصص (۱۹۹۴)
- شیوع مرگبار (۱۹۹۵)
- قفل زمان (۱۹۹۶)
- فرار از آتلانتیس (۱۹۹۷)
- عقرب یک (۱۹۹۸)[۲]
- سرزمین آزاد (۱۹۹۹)
- مأموریت قرمز (۲۰۰۰)
- تیغه‌های خورشید (۲۰۰۱)
- وحشت شبانه (۲۰۰۲)
- مرد مسلح (۲۰۰۴) - حضور کوتاه
- محدوده ضربه (۲۰۰۶) - حضور کوتاه

## زندگی شخصی
جف اسپیکمن در حومه شیکاگو، ایلینوی متولد شد و بزرگ شد، او فارغ‌التحصیل کالج ایالتی جنوبی میسوری است. او گفته است که در یک نمایش تلویزیونی کونگ فو او را به هنرهای رزمی علاقه‌مند کرد. مربی او سپس توصیه کرد که اگر واقعاً قصد دنبال کردن هنرهای رزمی را به عنوان یک شیوه زندگی دارد، پس باید به دنبال هدف اش باشد. اسپکمن ماشین خود را برای پرداخت هزینه‌های ورزشی خود فروخت و اسپیکمن سالها آموزش را در کنپو آمریکایی تحت عنوان مربی اصلی خود، لری تاتوم، و همچنین تحت عنوان بنیانگذار سیستم پارکر گذراند.

## حرفه بازیگری
اسپیکمن بازیگری را از سال ۱۹۸۸ شروع کرد و در سال ۱۹۹۱ با اکران فیلم سلاح بی‌نقص (۱۹۹۱) بازیگر قهرمان فیلم‌های اکشن آمریکایی شد، وی این کار را با فیلم سینمایی شوالیه خیابان‌ها (فیلم ۱۹۹۳) ادامه داد که این فیلم در انگلستان در سال ۱۹۹۳ مستقیماً اکران شد. فیلم‌های اکشن دیگری نیز از جمله فیلم متخصص (فیلم ۱۹۹۵) و مأموریت قرمز (فیلم ۱۹۹۹) از این هنرپیشه منتشر شد.